# Kulik
Kulik és un riu que circula per Bangladesh al districte de Dinajpur i Índia Bengala Occidental al districte de West Dinajpur. És el principal afluent del Riu Nagar (Bangladesh). Neix prop de Thakurgaon i després de córrer prop de 60 km per terres de Bangladesh i a la part final a Bengala Occidental, desaigua al Nagar a 25° 34′ N, 88° 05′ E / 25.567°N,88.083°E prop del poble de Gorahar, no lluny del lloc on el Nagar s'uneix al Mahananda a Mathurapur. El mercat de Raiganj està a la seva riba uns quilòmetres abans del seu final.